# Pop Job
Pop Job est une émission de télévision française de télé réalité musicale diffusée sur Virgin 17 du 8 septembre 2009 au 13 octobre 2009 et présentée par Ariane Brodier et Christophe Beaugrand.

## Diffusion
L'émission débute le 8 septembre 2009 puis six émissions sont ensuite diffusées tous les mardis en première partie de soirée à 20 h 35.

## Principe
Dix entreprises et corps de métiers s'affrontent avec la même arme : avoir dans leurs rangs les meilleurs chanteurs. Pour espérer emporter un mois de salaire pour tous les membres du groupe, ces employés doivent composer un groupe soudé qui chante en plateau et en public.

## Jury
Le jury de Pop Job est composé de divers professionnels du monde la musique :
- Jasmine Roy, responsable musicale, ancienne coach vocale de Popstars, d'À la recherche de la nouvelle star et de Star Academy.
- Redha, chorégraphe et danseur dans de nombreuses comédies musicales comme Roméo & Juliette.
- Olivier Cachin, spécialiste de musique urbaine et de rap.
- Matthieu Gonet, ancien directeur musical, répétiteur et pianiste de Star Academy.

## Vainqueur
La première et dernière saison en 2009 a récompensé les équipes des hôpitaux de Marseille avec 38 points. Ils repartent avec un mois de salaire offert.

## Arrêt
Le 15 avril 2010, la Lettre Média+ annonce que Pop Job ne sera pas reconduite à la rentrée de septembre 2010 sur Virgin 17 pour une deuxième saison à la suite des mauvaises audiences enregistrées lors de la première saison en 2009[réf. nécessaire].
En effet, l'émission enregistrait parfois des scores au-dessous de 100 000 téléspectateurs, ce qui est trop bas pour une émission première partie de soirée.